# Carl Nordenfalk
Carl Nordenfalk, né à Stockholm en 1907 et mort en 1992, est un conservateur de musée et historien de l'art suédois. Spécialiste de l'art médiéval, il a particulièrement étudié l'enluminure du haut Moyen Âge, notamment insulaire et ottonienne.

## Biographie

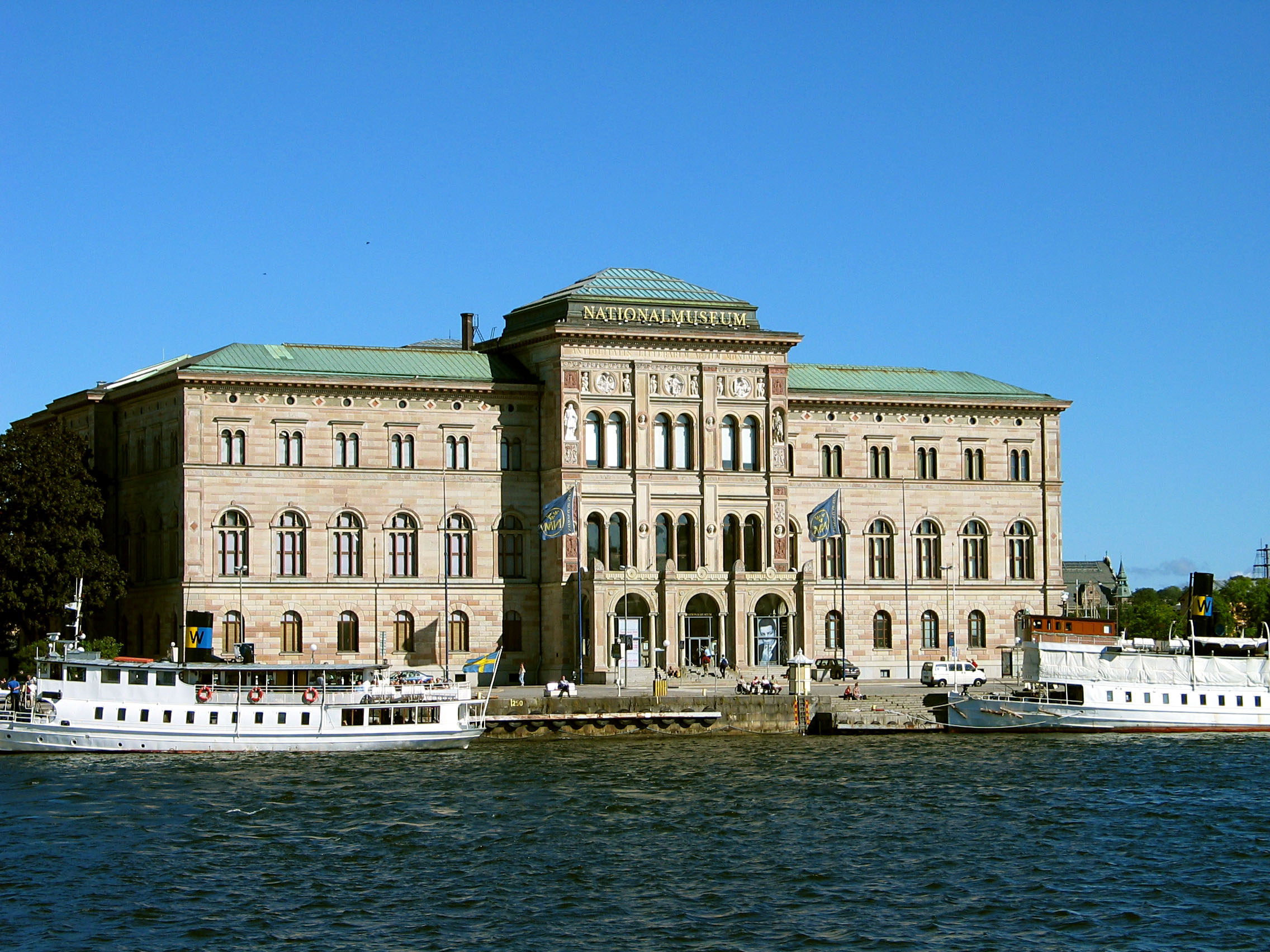
Façade du Nationalmuseum de Stockholm.

Carl Nordenfalk étudie à l'université d'Uppsala entre 1926 et 1928 puis à l'université de Göteborg à partir de 1928/1929 pour sa thèse en histoire de l'art. Il devient alors assistant au musée de la ville en 1935. Il commence à publier sur l'enluminure insulaire à cette même époque et obtient en 1938 un doctorat pour un sujet sur les tables de concordances dans l'enluminure insulaire.
En 1944, il est nommé au Nationalmuseum de Stockholm où il est chargé des prêts et expositions. Il publie en 1946 une étude sur Vincent van Gogh traduite dans plusieurs langues. En 1949, il est nommé à la tête du département des peintures et sculptures puis devient le directeur du musée en 1958. Il y reste jusqu'à sa retraite en 1968, assurant le commissariat de nombreuses expositions.
En 1949 et 1950, il est appelé à l'Institute for Advanced Study de l'université de Princeton pendant un an par Erwin Panofsky. Il publie un article fondateur sur le Maître du Registrum Gregorii en 1950, puis une série d'ouvrages grands publics sur l'histoire de l'art médiéval en collaboration avec André Grabar. Il effectue à nouveau un séjour au Institute for Advanced Study en 1968-1970 qui aboutie à la publication d'un ouvrage sur les lettrines historiées. Il devient successivement professeur invité à Berkeley, Pittsburgh, Cambridge et à UCLA. Il se lie d'amitié avec d'autres historiens de l'art médiéval tels que Hugo Buchthal ou Otto Pächt.

## Travaux
Près de 360 publications sont recensées en son nom. Parmi lesquels :
- (de) Die spätantiken Kanontafeln. Kunstgeschichtliche Studien über die eusebianische Evangelien-Konkordanz in den vier ersten Jahrhunderten ihrer Geschichte (Die Bücherornamentik Der Späntantike I), Göteborg, Konstmuseum, 1938  [lire en ligne]
- The Life and Work of van Gogh. New York: Philosophical Library, 1953 [présentation en ligne]
- avec André Grabar, Le haut moyen âge, du quatrième au onzième siècle. Geneva: Skira, 1957
- avec André Grabar, La peinture romane du onzième au treizième siècle. Geneva: Skira, 1958
- Manuscrits Irlandais et Anglo-Saxons : L'enluminure dans les îles Britanniques de 600 à 800, Paris, éditions du Chêne, 1977, 126 p.  (ISBN 2-85108-116-0)